# NGC 1103
NGC 1103 je galaksija u zviježđu Eridan.

## Vanjske poveznice
- SEDS: NGC 1103